# Vicenç Pagès i Jordà
Vicenç Pagès i Jordà (Figueres, 14 dicembre 1963 – Torroella de Montgrí, 27 agosto 2022) è stato uno scrittore e critico letterario spagnolo di lingua catalana..
Fu anche professore di lingua ed estetica presso l'Università Ramon Llull.

## Biografia
Nel 1989 vinse la Biennale di Barcellona nella sezione della letteratura, e l'anno successivo apparve il suo primo libro, la raccolta di racconti intitolata Cercles d'infinites combinacions (ed. Empúries). Nel 1991 pubblicò l'opera di bricolage testuale intitolata  Grandeses i misèries dels premis literaris, formata da un migliaio di citazioni. L'opera Un tramvia anomenat text (ed. Empúries, 1998), è un saggio sulla scrittura che considera el testo come una miscela di ispirazione e di mestiere, il genio e l'abilità, la magia e la disciplina.

## Opere
- Cercles d'infinites combinacions.Barcelona: Empúries, 1990, p.144. ISBN 9788475962504.
- Grandeses i misèries dels premis literaris. Badalona: Llibre de líndex, 1991, p.255. ISBN 8487561241.
- El Món d'Horaci. Barcelona: Empúries, 1995, p.389. ISBN 8475964737.
- Carta a la reina d'Anglaterra. Barcelona: Empúries, 1997, p.99. ISBN 84-7596-519-9.[4]
- Un tramvia anomenat text. Barcelona: Empúries, 1998, p.224. ISBN 9788475965819.
- En companyia de l'altre. Barcelona: Edicions 62, 1999, p.139. ISBN 8429745076.
- La felicitat no és completa, Barcelona, Fundació Caixa Sabadell, 2003,  p. 220, ISBN 978-84-297-5136-9.
- El poeta i altres contes, Barcelona, Proa, 2005,  p. 194, ISBN 978-84-8437-777-1.
- De Robinson Crusoe a Peter Pan: Un cànon de literatura juvenil. Barcelona: Proa, 2006, p.256. ISBN 8484379132.
- Els Jugadors de whist. Barcelona: Empúries, 2009, p.542. ISBN 9788497874410.
- El llibre de l'any. Barcelona: Labutxaca, 2011, p.132. ISBN 9788499303918.
- La Llentia viatgera. Barcelona: Estrella Polar, 2013, p.49. ISBN 9788415697367.
- Dies de frontera. Barcelona: Proa, 2014, p.325. ISBN 9788475884738.

## Riconoscimenti
- 1989 - Biennal de Barcelona-Literatura
- 1998 - Premio Documenta En companyia de l'altre
- 2003 - Premio Sant Joan de narrativa  La Felicitat no és completa
- 2004 - Premio Mercè Rodoreda  El poeta i altres contes
- 2009 - Premio Creixells  Els jugadors de Whist
- 2013 - Premio Sant Jordi de novela  Dies de frontera
- 2014 - Premio Nacional de Cultura[5]